# Gymnopis multiplicata
Gymnopis multiplicata és una espècie d'amfibis gimnofions de la família Caeciliidae. Habita a Costa Rica, Hondures, Nicaragua, Panamà i possiblement Guatemala. Els seus hàbitats naturals inclouen bosc]os secs tropicals o subtropicals, montans secs, pastures, plantacions, jardins rurals i àrees urbanes.